# Conus hyaena
Conus hyaena е вид охлюв от семейство Conidae. Видът не е застрашен от изчезване.

## Разпространение и местообитание
Разпространен е в Бангладеш, Виетнам, Индия (Андамански острови, Андхра Прадеш, Гоа, Гуджарат, Западна Бенгалия, Карнатака, Керала, Махаращра, Никобарски острови, Ориса и Тамил Наду), Индонезия, Камбоджа, Китай (Гуандун, Гуанси и Хайнан), Малайзия (Западна Малайзия, Сабах и Саравак), Мианмар, Пакистан, Палау, Папуа Нова Гвинея, Сингапур, Соломонови острови, Тайланд, Филипини, Хонконг и Шри Ланка.
Обитава крайбрежията и пясъчните и скалисти дъна на морета.